# Moritz Levy
Moritz Levy, född den 16 november 1824 i Köpenhamn, död den 12 juli 1892 i Saint-Gervais, var en dansk bankman. Han var bror till Martin Levy.
Levy knöts 1857 vid Nationalbankens direktion 1861 som en av direktörerna. Trots frånvaron av teoretisk skolning blev Levy snart den ledande inom direktionen. Han bidrog kraftigt till guldmyntfotens införande och skapandet av den skandinaviska myntunionen.

## Utmärkelser
- Riddare av Dannebrogorden,  1856[1]
- Dannebrogsmännens hederstecken,  1870[1]
- Kommendör av Dannebrogorden,  1875[1]
- Kommendör av första graden av Dannebrogorden,  1876[1]

[Redigera Wikidata]